# Сара Торнтон
Сара Л. Торнтон (нар. 1965) — письменниця, етнографиня і соціологиня культури Торнтон є авторкою трьох книг і багатьох статей про художників, арт-ринок, технології та дизайн, історію музичних технологій, танцювальні клуби, рейви, культурні ієрархії, субкультури та етнографічні методи дослідження.

## Життя і творчість
Торнтон народилася в Канаді. 25 років вона прожила в Лондоні, Англія. Зараз вона проживає в Сан-Франциско, Каліфорнія. Зараз Торнтон працює вченою-резиденткою в Каліфорнійському університеті в Берклі.
Її освіта включає ступінь бакалавра історії мистецтва в Університеті Конкордія, Монреаль, і ступінь доктора філософії з соціології культури в Університеті Стратклайд, Глазго.
Її академічні посади включали повний робочий день викладача в Університеті Сассекса та період як запрошена наукова співробітниця в Голдсмітс, Лондонський університет.
Також Торнтон працювала бренд-планувальницею в лондонському рекламному агентстві. Вона була головною авторкою сучасного мистецтва для The Economist. Крім того, вона писала для таких видань, як The Sunday Times Magazine, The Art Newspaper, Artforum.com, The New Yorker, The Telegraph, The Guardian, і The New Statesman.

## Клубні культури: музика, медіа та субкультурний капітал
У книзі «Клубні культури: музика, медіа та субкультурний капітал» (1995) Торнтон досліджує перехід від живої музики до записаної музики для публічних танців (від магазинів звукозаписів до рейвів) і опір інкультурації технології звукозапису «автентичної», цінної культурної форми. У книзі також аналізується динаміка «хіповості», критикується теорія культурного капіталу П'єра Бурдьє з її власним формулюванням «субкультурного капіталу». Дослідження відповідає попереднім роботам, таким як книга Діка Гебдіджа 1979 року «Субкультура: значення стилю». Він розглядає медіа не як відображення соціальних груп, а як невід'ємну частину їх формування.
|  | Всупереч молодіжним субкультурним ідеологіям, «субкультури» не проростають із зерна і не виростають силою власної енергії в таємничі «рухи», які з запізненням перетравлюються медіа. Навпаки, медіа та інші індустрії культури існують і ефективні з самого початку. Вони є центральними в процесі формування субкультури. |

Стюарт Голл і Тоні Джефферсон описують книгу як «теоретично новаторську» і «концептуально авантюрну».

## Сім днів у світі мистецтва
Карен Розенберг із Нью-Йорк таймс сказала, що «Сім днів у світі мистецтва» (2008) "було повідомлено та написано на гарячому ринку, але він готовий вистояти як твір соціології… [Торнтон] змушує її добре вибрані предмети досліджувати питання «Що таке художник?» і «Що робить твір мистецтва великим?».
Бен Льюїс з Великої Британії у Санді таймс написав, що «Сім днів» — це «панорама Роберта Альтмана… найважливішого культурного явища за останні десять років». У той час як Пітер Аспден у Файненшл таймс стверджував, що «[Торнтон] добре протистояти спокусі зробити будь-які явні, загальні висновки. У її суворих, точних репортажах більш ніж достатньо… для того, щоб читач міг встановити свої власні зв'язки».
Андраш Санто написав рецензію на «Сім днів у світі мистецтва»: «Під блискучою поверхнею [книги] ховається занепокоєння соціолога інституційними наративами, а також переконання етнографа, що цілі соціальні структури можна сприймати в, здавалося б, легковажних моделях мови чи одягу».

## 33 митці у трьох актах
У книзі Торнтона «33 митці у трьох актах» (2014) розповідається про життя та творчість діячів «з усієї мистецької екосистеми, від ринкового магната (Джефф Кунс) до глибоко інтелектуального перформансу (професор Каліфорнійського університету в Лос-Анджелесі Андреа Фрейзер) до огидний жартівник (італійський художник-концептуаліст Мауріціо Каттелан)». Центральне питання, яким керується книга: що визначає художника ХХІ століття? Торнтон отримала «різноманітні відповіді, які вразять навіть людей зі світу мистецтва». Джекі Вуллшлагер з Файненшл таймс висловила думку, що Торнтон «вміло нюансує» і «підносить плітки до рівня соціології, пишучи з запалом, проникливістю та достовірністю».
«33 митці у трьох актах» отримали похвалу за академічний підхід і «увагу до деталей та ілюстрацію тонкощів, які оживляють її співбесідників… Чуття [Торнтона] створювати чіткі структури пропонує читачам керовані точки доступу… жодного разу не поступаючись якістю чи змістом, чи звучачи претензійно».
2016 року переклад книги Сари Торнтон «33 митці у трьох актах» був видайний в Україні видавництвом ArtHuss. Презентація книги відбулася в рамках виставки-перформанса «Невідомі» 18 травня 2016 року. Кураторкою події виступила українська художниця, знана своїм досвідом продукування сенсів Алевтина Кахідзе. 2022 року деякі видавництво надало вільний доступ до частини своїх книжок, «щоб підтримати тих, чия домашня бібліотека лишилася за тисячі кілометрів». У списку опинилася книга «33 митці у трьох актах».

## Журналістика
У журналі Економіст Торнтон писала розслідувальні та аналітичні статті про внутрішню роботу ринку сучасного мистецтва. Теми включали цінність мистецтва, роль музейної валідації та брендингу, а також вплив статі на аукціонні ціни. У 2010 році вона написала статтю про аукціон Дем'ена Герста «Красиве в моїй голові назавжди», який відбувся в той вечір, коли в 2008 році збанкрутувала Lehman Brothers. У статті пояснюється, чому аукціон був таким успішним.
Пізніші статті Торнтона були зосереджені на технологічному світі Кремнієвої долини. Для Cultured Magazine вона опублікувала профілі технічних лідерів, зокрема Майка Крігера (співзасновник Instagram), Евана Вільямса (співзасновник Twitter) та Айві Росса (керівник відділу дизайну обладнання Google).

## Судовий позов
26 липня 2011 року Торнтон здобула історичну перемогу у справі про наклеп і зловмисну брехню проти Лінн Барбер і Дейлі телеграф. Усі три спроби Telegraph подати апеляцію були відхилені.

## Публікації

### Нон-фікшн
- Thornton, Sarah (1995). Club Cultures: Music, Media, and Subcultural Capital. Wesleyan. ISBN 978-0819562975.
- Thornton, Sarah (2008). Seven Days in the Art World. W. W. Norton & Company. ISBN 978-0393337129.
- Thornton, Sarah (2014). 33 Artists in 3 Acts. W. W. Norton & Company. ISBN 978-0393351675.

### Відредаговані книги
- Thornton, Sarah; Gelder, Ken (1997). The Subcultures Reader. London, New York: Routledge. ISBN 9780415127288.

### Розділи книги
- Thornton, Sarah L.; McRobbie, Angela (2000) [1991], Rethinking 'moral panic' for multi-mediated social worlds, у McRobbie, Angela (ред.), Feminism and youth culture (вид. 2nd), Houndmills, Basingstoke, Hampshire: Macmillan Publishers, с. 180—197, ISBN 9780333770320

Також як: Thornton, Sarah L.; McRobbie, Angela (December 1995). Rethinking 'moral panic' for multi-mediated social worlds. British Journal of Sociology. 46 (4): 559—574. doi:10.2307/591571. JSTOR 591571.«Rethinking 'moral panic' for multi-mediated social worlds». British Journal of Sociology. 46 (4): 559—574. doi:10.2307/591571. JSTOR 591571.